# Îles Solor
Les îles Solor se situent en mer de Savu et font partie des Petites îles de la Sonde, en Indonésie, dans la province des petites îles de la Sonde orientales à l'est de l'île de Florès et à l'ouest du kabupaten d'Alor. Elles sont partagées entre le kabupaten de Florès oriental et celui de Lembata.

## Adonara
Adonara est une île volcanique située à l'est de Florès. Son volcan, l'Iliboleng, culmine à 1 659 m et est le point le plus élevé de l'archipel.
La tradition locale raconte la fondation d'un État vers 1650. Des personnalités et notables d'Adonara disent descendre des souverains ou raja d'Adonara.

## Lembata
Lembata a une longueur de quelque 80 km du sud-ouest au nord-est et une largeur d'environ 30 km d'ouest en est. Elle culmine à 1 533 m.
C'est la plus grande île de l'archipel.

## Solor

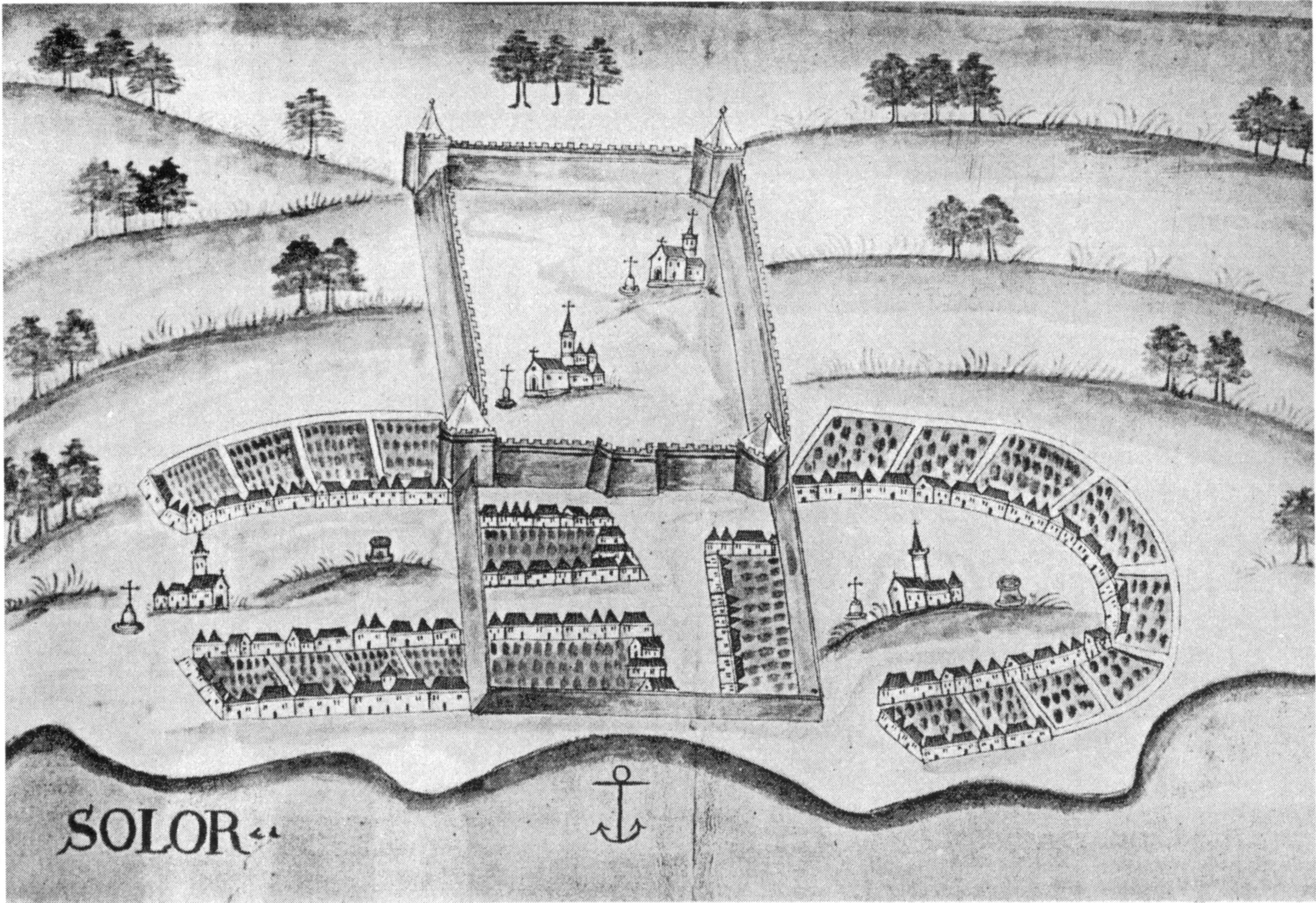
Fortaleza de Solor

Solor, qui a donné son nom à l'archipel, est une île volcanique. Longue de 40 km et large de 6, l'île possède cinq volcans. Elle fait partie de l'archipel du même nom.
Sa population pratique depuis des siècles la chasse à la baleine. Les langues parlées sont l'adonara et le lamaholot, toutes deux de la famille des langues austronésiennes.
En 1520, les Portugais y établissent un poste, dans le village de Lamakera sur la côte est de l'île, comme escale entre les Moluques et Malacca, qu'ils contrôlent tous deux. Après une période de conflit, les Néerlandais de la VOC (Compagnie néerlandaise des Indes orientales) annexent l'île en 1653.